# Flee (película)
Flee (en danés, Flugt) es una película documental animado de 2021 coproducido internacionalmente, dirigido por Jonas Poher Rasmussen y escrito por Poher Rasmussen y Amin. Sigue la historia de un hombre llamado Amin, que comparte su pasado oculto por primera vez, de huir de su país. Riz Ahmed y Nikolaj Coster-Waldau son los productores ejecutivos.
La película tuvo su estreno mundial en el Festival de Cine de Sundance 2021 el 28 de enero de 2021. Fue estrenada en los cines de Estados Unidos el 3 de diciembre de 2021 por Neon y Participant.
Flee recibió elogios unánimes de los festivales de cine y los críticos, con elogios de la crítica por la animación, la historia, el contenido temático, el tema y la representación LGBT; obtuvo numerosos premios, principalmente en las categorías de animación y documentales, incluido NBR Freedom of Expession y uno de los mejores documentales en National Board of Review, así como tres nominaciones en los 94.ª edición de los Premios Óscar, Mejor película de animación, Mejor largometraje documental y Mejor película internacional y una nominación al Globo de Oro a la Mejor Película Animada.

## Sinopsis
La película sigue a Amin, a punto de casarse, su esposo comparte su historia por primera vez sobre su pasado oculto de huir de su país como refugiado.

## Producción
En enero de 2021, se anunció que Riz Ahmed y Nikolaj Coster-Waldau actuarían como productores ejecutivos de la película y narrarían una versión en inglés de la película..

## Lanzamiento
La película tuvo su estreno mundial en el Festival de cine de Sundance el 28 de enero de 2021. Poco después, Neon/Participant, Curzon Artificial Eye y Haut et Court adquirieron los derechos de distribución de la película en Estados Unidos, Gran Bretaña y Francia, respectivamente. La película estaba programada inicialmente para su estreno mundial en el Festival de Cine de Cannes en mayo de 2020, pero el festival fue cancelado debido a la pandemia de COVID-19. También se proyectará en el Festival Internacional de Cine de Toronto de 2021 y en el Festival de Cine de Nueva York de 2021 en septiembre de 2021.

## Recepción crítica
Flee recibió elogios de la crítica, y el jurado de Sundance, Kim Longinotto, lo calificó como "un clásico instantáneo" en la ceremonia de premiación del festival. Tiene una calificación de aprobación del 100% en el sitio web del agregador de reseñas Rotten Tomatoes, basado en 47 reseñas, con un promedio ponderado de 8.60 / 10. El consenso de los críticos dice: "Al representar la experiencia de los refugiados a través de una vívida animación, Flee traspasa los límites de la realización de documentales para presentar una conmovedora memoria de autodescubrimiento". En Metacritic, la película tiene una calificación de 91 sobre 100, según 9 críticos, lo que indica "aclamación universal".

## Premios
En Sundance, la película ganó el Gran Premio del Jurado en la sección World Cinema Documentary. Posteriormente se proyectó en el Festival Internacional de Cine de Animación de Annecy, donde ganó el premio a Mejor Largometraje.
| Premio                                                            | Fecha                    | Categoría                                           | Nominado(s)                                                                               | Resultado                                | Ref.          |
| ----------------------------------------------------------------- | ------------------------ | --------------------------------------------------- | ----------------------------------------------------------------------------------------- | ---------------------------------------- | ------------- |
| Festival de Cine de Sundance                                      | 3 de febrero de 2021     | World Cinema Documentary Competition                | Flee                                                                                      | Ganadora                                 | [ 13 ]        |
| Festival Internacional de Cine de Animación de Annecy             | 19 de junio de 2021      | Mejor película                                      | Flee                                                                                      | Ganadora                                 | [ 14 ]        |
| Festival Internacional de Cine de Animación de Annecy             | 19 de junio de 2021      | Gan Foundation Award for Distribution               | Flee                                                                                      | Ganadora                                 | [ 14 ]        |
| Festival Internacional de Cine de Animación de Annecy             | 19 de junio de 2021      | Mejor uso de música original en una película        | Uno Helmersson                                                                            | Ganadora                                 | [ 14 ]        |
| Festival Internacional de Cine de Toronto                         | 17 de septiembre de 2021 | Premio de la elección del público para documentales | Flee                                                                                      | Nominada                                 |               |
| CLIT International Film Festival                                  | 17 de octubre de 2021    | Mejor película - Categoría Ativa-te!                | Flee                                                                                      | Ganadora                                 | [ 15 ]        |
| Out on Film                                                       | 22 de octubre de 2021    | Mejor película internacional - Premio del público   | Flee                                                                                      | Ganadora                                 | [ 16 ]        |
| Montclair Film Festival                                           | 2 de noviembre de 2021   | Premio del público para World Cinema                | Flee                                                                                      | Ganadora                                 | [ 17 ]        |
| Montclair Film Festival                                           | 2 de noviembre de 2021   | Premio Bruce Sinofsky para una película documental  | Jonas Poher Rasmussen                                                                     | Ganadora                                 | [ 17 ]        |
| Newport Beach Film Festival                                       | 3 de noviembre de 2021   | Mejor película animada - Premio del público         | Flee                                                                                      | Ganadora                                 | [ 18 ]        |
| Critics' Choice Documentary Awards                                | 14 de noviembre de 2021  | Mejor película documental                           | Flee                                                                                      | Nominada                                 | [ 19 ]        |
| Critics' Choice Documentary Awards                                | 14 de noviembre de 2021  | Mejor director                                      | Jonas Poher Rasmussen                                                                     | Nominado                                 | [ 19 ]        |
| Manchester Animation Festival                                     | 25 de noviembre de 2021  | Mejor película                                      | Flee                                                                                      | Ganadora                                 | [ 20 ]        |
| Premios Gotham                                                    | 29 de noviembre de 2021  | Mejor película documental                           | Flee                                                                                      | Ganadora                                 | [ 21 ]        |
| National Board of Review                                          | 3 de diciembre de 2021   | Top Documentales                                    | Flee                                                                                      | Ganadora                                 | [ 2 ]         |
| National Board of Review                                          | 3 de diciembre de 2021   | NBR Freedom of Expession                            | Flee                                                                                      | Ganadora                                 | [ 2 ]         |
| Premios del Círculo de Críticos de Cine de Nueva York             | 3 de diciembre de 2021   | Mejor película de no ficción                        | Flee                                                                                      | Ganadora                                 | [ 22 ]        |
| Detroit Film Critics Society                                      | 6 de diciembre de 2021   | Mejor documental                                    | Flee                                                                                      | Ganadora (empatada con "Summer of Soul") | [ 23 ]        |
| Detroit Film Critics Society                                      | 6 de diciembre de 2021   | Mejor película animada                              | Flee                                                                                      | Ganadora                                 | [ 23 ]        |
| British Independent Film Awards                                   | 5 de diciembre de 2021   | Mejor película extranjera                           | Jonas Poher Rasmussen, Amin Nawabi, Monica Hellstrøm, Signe Byrge Sørensen                | Ganadora                                 | [ 24 ]        |
| Washington D. C. Area Film Critics Association Awards             | 6 de diciembre de 2021   | Mejor película animada                              | Flee                                                                                      | Nominada                                 | [ 25 ]        |
| Washington D. C. Area Film Critics Association Awards             | 6 de diciembre de 2021   | Mejor documental                                    | Flee                                                                                      | Nominada                                 | [ 25 ]        |
| Premios del Cine Europeo                                          | 11 de diciembre de 2021  | Mejor película documental                           | Flee                                                                                      | Ganadora                                 | [ 26 ]        |
| Premios del Cine Europeo                                          | 11 de diciembre de 2021  | Mejor película de animación                         | Flee                                                                                      | Ganadora                                 | [ 26 ]        |
| Críticos de Cine de Nueva York en Línea                           | 12 de diciembre de 2021  | Mejor documental                                    | Flee                                                                                      | Ganadora                                 | [ 27 ]        |
| Boston Society of Film Critics Awards                             | 12 de diciembre de 2021  | Mejor película animada                              | Flee                                                                                      | Ganadora                                 | [ 28 ] [ 29 ] |
| Premios de la Asociación de Críticos de Cine de Chicago           | 15 de diciembre de 2021  | Mejor película animada                              | Flee                                                                                      | Ganadora                                 | [ 30 ]        |
| Premios de la Asociación de Críticos de Cine de Chicago           | 15 de diciembre de 2021  | Mejor película documental                           | Flee                                                                                      | Nominada                                 | [ 30 ]        |
| Premios de la Asociación de Críticos de Cine de Los Ángeles       | 18 de diciembre de 2021  | Mejor película de animación                         | Flee                                                                                      | Ganadora                                 | [ 31 ]        |
| Utah Film Critics Association                                     | 18 de diciembre de 2021  | Mejor película animada                              | Flee                                                                                      | Ganadora                                 | [ 32 ]        |
| Utah Film Critics Association                                     | 18 de diciembre de 2021  | Mejor película en lengua no inglesa                 | Flee                                                                                      | Ganadora                                 | [ 32 ]        |
| Utah Film Critics Association                                     | 18 de diciembre de 2021  | Mejor documental                                    | Flee                                                                                      | Nominada                                 | [ 32 ]        |
| Premios de la Asociación de Críticos de Cine de San Luis          | 19 de diciembre de 2021  | Mejor película animada                              | Flee                                                                                      | Nominada                                 | [ 33 ]        |
| Premios de la Asociación de Críticos de Cine de San Luis          | 19 de diciembre de 2021  | Mejor documental                                    | Flee                                                                                      | Ganadora                                 | [ 33 ]        |
| Premios de la Asociación de Críticos de Cine de San Luis          | 19 de diciembre de 2021  | Mejor película en lengua extranjera                 | Flee                                                                                      | Nominada                                 | [ 33 ]        |
| Indiana Film Journalists Association                              | 20 de diciembre de 2021  | Mejor película animada                              | Flee                                                                                      | Ganadora                                 | [ 34 ]        |
| Asociación de Críticos de Cine de Dallas-Fort Worth               | 20 de diciembre de 2021  | Mejor película en lengua extranjera                 | Flee                                                                                      | Nominada                                 | [ 35 ]        |
| Asociación de Críticos de Cine de Dallas-Fort Worth               | 20 de diciembre de 2021  | Mejor película documental                           | Flee                                                                                      | Nominada                                 | [ 35 ]        |
| Asociación de Críticos de Cine de Dallas-Fort Worth               | 20 de diciembre de 2021  | Premio Russell Smith                                | Flee                                                                                      | Ganadora                                 | [ 35 ]        |
| Florida Film Critics Circle Awards                                | 22 de diciembre de 2021  | Mejor película documental                           | Flee                                                                                      | Nominada                                 | [ 36 ]        |
| Florida Film Critics Circle Awards                                | 22 de diciembre de 2021  | Mejor película animada                              | Flee                                                                                      | Nominada                                 | [ 36 ]        |
| National Society of Film Critics                                  | 8 de enero de 2022       | Mejor película de no ficción                        | Flee                                                                                      | Ganadora                                 | [ 37 ]        |
| Premios Globo de Oro                                              | 9 de enero de 2022       | Mejor película animada                              | Flee                                                                                      | Nominada                                 | [ 38 ]        |
| San Diego Film Critics Society                                    | 10 de enero de 2021      | Mejor película animada                              | Flee                                                                                      | Nominada                                 | [ 39 ]        |
| San Diego Film Critics Society                                    | 10 de enero de 2021      | Mejor documental                                    | Flee                                                                                      | Nominada                                 | [ 39 ]        |
| Círculo de Críticos de Cine del Área de la Bahía de San Francisco | 10 de enero de 2022      | Mejor película documental                           | Flee                                                                                      | Nominada                                 | [ 40 ]        |
| Círculo de Críticos de Cine del Área de la Bahía de San Francisco | 10 de enero de 2022      | Mejor película animada                              | Flee                                                                                      | Nominada                                 | [ 40 ]        |
| Círculo de Críticos de Cine del Área de la Bahía de San Francisco | 10 de enero de 2022      | Mejor película en lengua extranjera                 | Flee                                                                                      | Nominada                                 | [ 40 ]        |
| Asociación de Críticos de Cine de Austin                          | 11 de enero de 2022      | Mejor película animada                              | Flee                                                                                      | Nominada                                 | [ 41 ]        |
| Asociación de Críticos de Cine de Austin                          | 11 de enero de 2022      | Mejor documental                                    | Flee                                                                                      | Nominada                                 | [ 41 ]        |
| Georgia Film Critics Association                                  | 14 de enero de 2022      | Mejor película                                      | Flee                                                                                      | Nominada                                 | [ 42 ]        |
| Georgia Film Critics Association                                  | 14 de enero de 2022      | Mejor película animada                              | Flee                                                                                      | Nominada                                 | [ 42 ]        |
| Georgia Film Critics Association                                  | 14 de enero de 2022      | Mejor película documental                           | Flee                                                                                      | Nominada                                 | [ 42 ]        |
| Georgia Film Critics Association                                  | 14 de enero de 2022      | Mejor película en lengua extranjera                 | Flee                                                                                      | Nominada                                 | [ 42 ]        |
| Toronto Film Critics Association                                  | 16 de enero de 2022      | Mejor película animada                              | Flee                                                                                      | Ganadora                                 | [ 43 ]        |
| Toronto Film Critics Association                                  | 16 de enero de 2022      | Mejor película documental                           | Flee                                                                                      | Nominada                                 | [ 43 ]        |
| North Dakota Film Society                                         | 17 de enero de 2022      | Mejor película                                      | Flee                                                                                      | Nominada                                 | [ 44 ]        |
| North Dakota Film Society                                         | 17 de enero de 2022      | Mejor película animada                              | Flee                                                                                      | Nominada                                 | [ 44 ]        |
| North Dakota Film Society                                         | 17 de enero de 2022      | Mejor película documental                           | Flee                                                                                      | Ganadora                                 | [ 44 ]        |
| North Dakota Film Society                                         | 17 de enero de 2022      | Mejor película documental                           | Flee                                                                                      | Ganadora                                 | [ 44 ]        |
| Denver Film Critics Society                                       | 17 de enero de 2022      | Mejor película animada                              | Flee                                                                                      | Ganadora                                 | [ 45 ]        |
| Denver Film Critics Society                                       | 17 de enero de 2022      | Mejor película en lengua no inglesa                 | Flee                                                                                      | Nominada                                 | [ 45 ]        |
| Denver Film Critics Society                                       | 17 de enero de 2022      | Mejor documental                                    | Flee                                                                                      | Nominada                                 | [ 45 ]        |
| Seattle Film Critics Society                                      | 17 de enero de 2022      | Mejor película animada                              | Flee                                                                                      | Ganadora                                 | [ 46 ]        |
| Seattle Film Critics Society                                      | 17 de enero de 2022      | Mejor película en lengua no inglesa                 | Flee                                                                                      | Nominada                                 | [ 46 ]        |
| Seattle Film Critics Society                                      | 17 de enero de 2022      | Mejor documental                                    | Flee                                                                                      | Nominada                                 | [ 46 ]        |
| Houston Film Critics Society Awards                               | 19 de enero de 2022      | Mejor película animada                              | Flee                                                                                      | Nominada                                 | [ 47 ]        |
| Houston Film Critics Society Awards                               | 19 de enero de 2022      | Mejor película documental                           | Flee                                                                                      | Nominada                                 | [ 47 ]        |
| Houston Film Critics Society Awards                               | 19 de enero de 2022      | Mejor película en lengua extranjera                 | Flee                                                                                      | Nominada                                 | [ 47 ]        |
| Premios de la Sociedad de Críticos de Cine en Línea               | 24 de enero de 2022      | Mejor documental                                    | Flee                                                                                      | Nominada                                 | [ 48 ]        |
| Premios de la Sociedad de Críticos de Cine en Línea               | 24 de enero de 2022      | Mejor película animada                              | Flee                                                                                      | Nominada                                 | [ 48 ]        |
| Premios de la Sociedad de Críticos de Cine en Línea               | 24 de enero de 2022      | Mejor película en lengua no inglesa                 | Flee                                                                                      | Nominada                                 | [ 48 ]        |
| Premios de la Alianza de Mujeres Periodistas de Cine              | Enero de 2022            | Mejor documental                                    | Flee                                                                                      | Ganadora                                 | [ 49 ]        |
| Premios de la Alianza de Mujeres Periodistas de Cine              | Enero de 2022            | Mejor película animada                              | Flee                                                                                      | Nominada                                 | [ 49 ]        |
| Premios de la Alianza de Mujeres Periodistas de Cine              | Enero de 2022            | Mejor película en lengua no inglesa                 | Flee                                                                                      | Nominada                                 | [ 49 ]        |
| London Film Critics Circle Awards                                 | 6 de febrero de 2022     | Mejor documental                                    | Flee                                                                                      | Nominada                                 | [ 50 ]        |
| London Film Critics Circle Awards                                 | 6 de febrero de 2022     | Premio al logro técnico                             | Kenneth Ladekjær (animación)                                                              | Nominado                                 | [ 50 ]        |
| Cinema Eye Honors                                                 | 1 de marzo de 2022       | Mejor película de no ficción                        | Jonas Poher Rasmussen, Monica Hellström y Signe Byrge Sørensen                            | Ganadores                                | [ 51 ]        |
| Cinema Eye Honors                                                 | 1 de marzo de 2022       | Premio de la Elección del Público                   | Jonas Poher Rasmussen                                                                     | Nominado                                 | [ 51 ]        |
| Cinema Eye Honors                                                 | 1 de marzo de 2022       | Mejor director                                      | Jonas Poher Rasmussen                                                                     | Nominado                                 | [ 51 ]        |
| Cinema Eye Honors                                                 | 1 de marzo de 2022       | Mejor producción                                    | Monica Hellström y Signe Byrge Sørensen                                                   | Nominadas                                | [ 51 ]        |
| Cinema Eye Honors                                                 | 1 de marzo de 2022       | Mejor banda sonora original                         | Uno Helmersson                                                                            | Nominado                                 | [ 51 ]        |
| Cinema Eye Honors                                                 | 1 de marzo de 2022       | Mejor diseño de sonido                              | Edward Björner y Tormod Ringnes                                                           | Nominados                                | [ 51 ]        |
| Cinema Eye Honors                                                 | 1 de marzo de 2022       | Mejor diseño gráfico/animación                      | Kenneth Ladekjær                                                                          | Ganador                                  | [ 51 ]        |
| Cinema Eye Honors                                                 | 1 de marzo de 2022       | The Unforgettables                                  | Amin                                                                                      | Ganador                                  | [ 51 ]        |
| Premios de los Editores de cine de Estados Unidos                 | 5 de marzo de 2022       | Mejor montaje en una película documental            | Janus Billeskov Jansen                                                                    | Nominado                                 | [ 52 ]        |
| Premios Independent Spirit                                        | 6 de marzo de 2022       | Mejor documental                                    | Flee                                                                                      | Nominada                                 | [ 53 ]        |
| Premios Annie                                                     | 12 de marzo de 2022      | Mejor película animada – Independiente              | Flee                                                                                      | Ganadora                                 | [ 54 ]        |
| Premios Annie                                                     | 12 de marzo de 2022      | Mejor dirección en una película animada             | Jonas Poher Rasmussen, Kenneth Ladekjær                                                   | Nominados                                | [ 54 ]        |
| Premios Annie                                                     | 12 de marzo de 2022      | Mejor montaje en una película animada               | Janus Billeskov Jansen                                                                    | Nominado                                 | [ 54 ]        |
| Premios Annie                                                     | 12 de marzo de 2022      | Mejor guion en una película animada                 | Jonas Poher Rasmussen, Amin Nawabi                                                        | Nominados                                | [ 54 ]        |
| Premios BAFTA                                                     | 13 de marzo de 2022      | Mejor película de animación                         | Flee                                                                                      | Nominada                                 | [ 55 ]        |
| Premios BAFTA                                                     | 13 de marzo de 2022      | Mejor documental                                    | Flee                                                                                      | Nominada                                 | [ 55 ]        |
| Premios de la Crítica Cinematográfica                             | 13 de marzo de 2022      | Mejor película de animación                         | Flee                                                                                      | Nominada                                 | [ 56 ]        |
| Premios de la Crítica Cinematográfica                             | 13 de marzo de 2022      | Mejor película de habla no inglesa                  | Flee                                                                                      | Nominada                                 | [ 56 ]        |
| Golden Reel Awards                                                | 13 de marzo de 2022      | Mejor edición de sonido – Película documental       | Edward Björner, Jens Johansson, Fredrik Jonsäter, Rune Van Deurs, Bengt Öberg             | Nominados                                | [ 57 ]        |
| Premios Satellite                                                 | 18 de marzo de 2022      | Mejor película o corto animado                      | Flee                                                                                      | Nominada                                 | [ 58 ]        |
| Premios Satellite                                                 | 18 de marzo de 2022      | Mejor documental                                    | Flee                                                                                      | Nominada                                 | [ 58 ]        |
| Premios Satellite                                                 | 18 de marzo de 2022      | Mejor película extranjera                           | Flee                                                                                      | Nominada                                 | [ 58 ]        |
| Producers Guild of America Awards                                 | 19 de marzo de 2022      | Mejor producción en una película documental         | Flee                                                                                      | Nominada                                 | [ 59 ]        |
| Premios Óscar                                                     | 27 de marzo de 2022      | Mejor película de animación                         | Jonas Poher Rasmussen, Monica Hellström, Signe Byrge Sørensen y Charlotte De La Gournerie | Nominados                                | [ 60 ]        |
| Premios Óscar                                                     | 27 de marzo de 2022      | Mejor largometraje documental                       | Jonas Poher Rasmussen, Monica Hellström, Signe Byrge Sørensen y Charlotte De La Gournerie | Nominada                                 | [ 60 ]        |
| Premios Óscar                                                     | 27 de marzo de 2022      | Mejor película internacional                        | Flee                                                                                      | Nominada                                 | [ 60 ]        |
| GLAAD Media Awards                                                | 2 de abril de 2022       | Mejor documental                                    | Flee                                                                                      | Nominada                                 | [ 61 ]        |